# Martin Kutman
Martin Kutman (12 de julho de 1928 - 29 de maio de 2012, Tartu) foi um atleta e treinador desportivo da Estónia.
Nasceu na aldeia de Estonka. Em 1946 graduou-se na escola de Educação Física de Tbilisi.
De 1953 a 1958, ganhou 3 medalhas de ouro e 3 de prata em campeonatos de atletismo da Estónia.
De 1952 a 2012 leccionou no Instituto de Educação Física da Universidade de Tartu.
Alunos: Enn Lilienthal, Ramon Kaju, Anna Iljuštšenko.